# Ait Hammou
Ait Hammou (àrab أيت حمو) és una comuna rural de la província de Rehamna de la regió de Marràqueix-Safi. Segons el cens de 2014 tenia una població total de 7.548 persones.